# Paranoid (альбом)
Paranoid — другий студійний альбом британського геві-метал гурту «Black Sabbath», представлений 18 вересня 1970 року лейблом Vertigo. За винятком представленого у 2013 році альбому «13», це єдина платівка, яка очолила британський чарт.

## Історія альбому
Після випуску дебютного альбому Black Sabbath повернулися до студії у червні 1970 року для запису наступного альбому. Робочою назвою платівки стала War Pigs(Воєнні свині), проте від нього довелося відмовитися, оскільки компанія звукозапису побоювалася негативної реакції в США. Проте антивоєнна спрямованість збереглася в оформленні альбому: її символізував спотворений фотографічний образ бородатої людини, що вискочила з-за дерева, зі щитом і мечем у руках.
Заголовна композиція альбому була написана прямо в студії за 25 хвилин.
|              | У нас просто не вистачало матеріалу для нового альбому. Тоді Тоні просто почав грати Paranoid на гітарі. Нам знадобилося від 20 до 25 хвилин, щоби записати його |
| — Білл Ворд, | |

Композиція «Paranoid» стала хітом у Британії (4 місце в хіт-параді). У США компанія Vertigo Records випустила два сингли: «Paranoid» (#61) та «Iron Man» (#52). У відеокліпах до них були використані зйомки виступу гурту в Beat Club.
При оформленні альбому вперше було використано фотографію музикантів. Вона розташована на розвороті платівки.
Лише у США альбом розійшовся 4-мільйонним тиражем, хоч і практично не звучав на той час на радіо. У Британії альбом став золотим

## Відгуки критиків
Загалом, як зазначали критики, другий альбом відрізнявся від першого більш загостреним звучанням, порівняно компактними аранжуваннями та меншою кількістю тривалих імпровізацій. Початкова реакція преси на нього (як і на всі ранні релізи групи) була переважно негативною. У ретроспективі альбом став вважатися класичним у своєму жанрі. Оглядач сайту Allmusic Стів Г'юї назвав Paranoid одним із найвпливовіших альбомів у жанрі геві-метал:
|                        | Paranoid не тільки був найпопулярнішим із дисків Black Sabbath… він також є одним з найвеличніших і найвпливовіших альбомів усіх часів у жанрі геві-метал. У цьому альбомі гурт відточив свій характерний саунд — оглушальні заупокійні композиції в мінорі, спочатку засновані на важкому блюз-року — і застосував до одноманітного набору пісень з рифами, що легко запам'ятовуються, більшість з яких зараз вважається історичною класикою геві-метал. |
| — Стів Г'юї, Allmusic, | |

В 2002 році альбом зайняв 3-ю позицію в рейтингу «100 найкращих рок-альбомів всіх часів» за версією журналу Classic Rock.
В 2011 році журнал Metal Hammer помістив в свій список ста найкращих кавер-версій п'ять пісень з альбому: «War Pigs» (Faith No More) — 26 місце, «Hand of Doom» (Slayer) — 55 місце, « Paranoid» (Megadeth) — 60 місце, «Electric Funeral» (Pantera) — 69 місце, і «Iron Man» (Вільям Шетнер) — 86 місце

## Композиції
| Сторона 1 | Сторона 1        | Сторона 1  |
| #         | Назва            | Тривалість |
| --------- | ---------------- | ---------- |
| 1.        | «War Pigs»       | 7:57       |
| 2.        | «Paranoid»       | 2:48       |
| 3.        | «Planet Caravan» | 4:32       |
| 4.        | «Iron Man»       | 5:56       |

| Сторона 2 | Сторона 2                     | Сторона 2  |
| #         | Назва                         | Тривалість |
| --------- | ----------------------------- | ---------- |
| 5.        | «Electric Funeral»            | 4:53       |
| 6.        | «Hand of Doom»                | 7:08       |
| 7.        | «Rat Salad» (інструментальна) | 2:30       |
| 8.        | «Fairies Wear Boots»          | 6:15       |

| Делюкс видання 2009 року; диск 2 | Делюкс видання 2009 року; диск 2 | Делюкс видання 2009 року; диск 2 |
| #                                | Назва                            | Тривалість                       |
| -------------------------------- | -------------------------------- | -------------------------------- |
| 1.                               | «War Pigs»                       | 7:55                             |
| 2.                               | «Paranoid»                       | 2:48                             |
| 3.                               | «Planet Caravan»                 | 4:30                             |
| 4.                               | «Iron Man»                       | 5:58                             |
| 5.                               | «Electric Funeral»               | 4:47                             |
| 6.                               | «Hand of Doom»                   | 7:07                             |
| 7.                               | «Rat Salad»                      | 2:29                             |
| 8.                               | «Fairies Wear Boots»             | 6:13                             |

| Делюкс видання 2009 року; диск 3 | Делюкс видання 2009 року; диск 3        | Делюкс видання 2009 року; диск 3 |
| #                                | Назва                                   | Тривалість                       |
| -------------------------------- | --------------------------------------- | -------------------------------- |
| 1.                               | «War Pigs» (інструментальна)            | 8:00                             |
| 2.                               | «Paranoid» (альтернативна версія)       | 2:50                             |
| 3.                               | «Planet Caravan» (альтернативна версія) | 6:01                             |
| 4.                               | «Iron Man» (інструментальна)            | 5:57                             |
| 5.                               | «Electric Funeral» (інструментальна)    | 4:52                             |
| 6.                               | «Hand of Doom» (інструментальна)        | 7:14                             |
| 7.                               | «Rat Salad» (альтернативна версія)      | 2:29                             |
| 8.                               | «Fairies Wear Boots» (інструментальна)  | 6:16                             |

## Учасники запису
Black Sabbath
- Оззі Осборн— вокал
- Тоні Айоммі— гітара
- Ґізер Батлер— бас-гітара
- Білл Ворд— барабани

Запрошені музиканти
- Роджер Бейн— продюсування
- Том Аллом— інжиніринг
- Баррі Шеффілд— інжиніринг
- Кіф— графіка, фотографування

## Чарти
| Рік  | Чарт                                         | Найвища позиція |
| ---- | -------------------------------------------- | --------------- |
| 1970 | Нідерланди Dutch Albums (MegaCharts)         | 1               |
| 1970 | Німеччина German Albums (Media Control)      | 2               |
| 1970 | Норвегія Norwegian Albums (VG-lista)         | 5               |
| 1970 | Велика Британія UK Albums (OCC)              | 1               |
| 1971 | США Billboard 200                            | 12              |
| 1971 | Канада Canada Top Albums/CDs (RPM)           | 20              |
| 1980 | Велика Британія UK Albums (OCC)              | 54              |
| 2002 | Велика Британія UK Albums (OCC)              | 63              |
| 2008 | Італія Italian Albums (FIMI)                 | 96              |
| 2012 | Велика Британія UK Albums (OCC)              | 96              |
| 2020 | Бельгія Belgian Albums (Ultratop Wallonia)   | 133             |
| 2020 | Швейцарія Swiss Albums (Schweizer Hitparade) | 48              |

| Рік  | Чарт                                      | Позиція |
| ---- | ----------------------------------------- | ------- |
| 1971 | German Albums (Offizielle Top 100)        | 23      |
| 1971 | US Billboard 200                          | 13      |
| 2002 | Canadian Metal Albums (Nielsen Soundscan) | 94      |

## Історія релізів
| Регіон                              | Дата              | Лейбл                 | Формат        | Каталог    |
| ----------------------------------- | ----------------- | --------------------- | ------------- | ---------- |
| Сполучене Королівство               | 18 вересня 1970   | Vertigo Records       | LP            | 6360 011   |
| Європа                              | вересень 1970     | Vertigo Records       | LP            | 6360 011   |
| США                                 | 7 січня 1971      | Warner Bros.          | LP            | WS 1887    |
| Сполучене Королівство (перевидання) | грудень 1973      | WWA                   | LP            | WWA 007    |
| США (reissue)                       | 1975              | Warner Bros.          | LP            | WS4        |
| Сполучене Королівство (перевидання) | лютий 1976        | NEMS                  | LP            | NEL 6003   |
| Сполучене Королівство (перевидання) | 28 лютого 1996    | Castle Communications | CD            | ESMCD302   |
| Сполучене Королівство (перевидання) | 2004              | Sanctuary             | CD            | SMRCD032   |
| Сполучене Королівство (делюкс)      | 30 березня 2009   | Sanctuary             | Double CD+DVD | 1782444    |
| Японія                              | 25 серпня 2010    | Universal Music       | SHM-SACD      | UIGY-9034  |
| Японія                              | 24 листопада 2010 | Universal Music       | SHM-CD        | UICY-20039 |
| США (ремастер)                      | 15 серпня 2016    | Rhino / Warner Bros.  | CD            | RR2 3104   |